# Ted Åström
Ted Bengt Georg Åström, född 28 maj 1945 i Essinge folkbokföringsdistrikt i Bromma församling i Stockholm, är en svensk skådespelare och musiker.

## Biografi
Åström började sin karriär som musiker i popgruppen Ted & the Caracas tillsammans med bland andra Janne Schaffer. De fick snabbt skivkontrakt och producenten ändrade namnet till Ted and the Top Teens. År 1964 blev det ytterligare ett namnbyte, denna gången till The Sleepstones och år 1968 till Attractions. Han medverkande även som reguljär ensemblemedlem i Fattighuskabarén.
Efter studier vid Statens scenskola i Göteborg har Åström medverkat i många teaterproduktioner, TV-program och långfilmer, med roller som sotaren i filmatiseringen av Astrid Lindgrens Madicken, furir Börje Larsson i Repmånad, Kotte i julkalendern Trolltider, som reseledaren i den första Sällskapsresan och som Olyckan i Trazan & Banarne.
Åström har medverkat i musikaler som West Side Story och Jesus Christ Superstar. Han har spelat revy hos Hagge Geigert på Lisebergsteatern i Göteborg, gjort en hyllningsföreställning till Johnny Cash och framträtt som stand-up komiker.
Åström hade en mindre roll i SVTs julkalender 2023.

## Filmografi (i urval)
- 1970 – Lyckliga skitar
- 1975 – Gyllene år (TV-serie)
- 1976 – Polare
- 1977 – Elvis! Elvis!
- 1977 – Ärliga blå ögon (TV-serie)
- 1979 – Repmånad
- 1979 – Madicken (TV-serie)
- 1979 – Trolltider (julkalender)
- 1979 – Du är inte klok, Madicken
- 1980 – Sällskapsresan
- 1980 – Trazan & Banarne (TV-serie)
- 1982 – Här vilar inte Enoch Een (TV)
- 1983 – TV-piraterna (TV-serie)
- 1983 – Privatdetektiven Kant (TV-serie)
- 1985 – Det blåser på månen (TV-serie)
- 1987 – Träff i helfigur (TV-serie)
- 1991 – Rabarber, rabarber, rabarber
- 1995 – TV für alle (TV-serie)
- 1996 – Lögn
- 1996 – Problemet med Ralf
- 1996 – Augustitango
- 1997 – Rederiet (TV-serie)
- 1997 – Snoken (TV-serie)
- 1999 – Ett litet rött paket (TV-serie)
- 2002 – Det brinner! (TV-serie)
- 2003 – Bank für alle (TV-serie)
- 2007 – Familjen Robinson (röst)
- 2013 – Café Bärs (TV-serie)
- 2018 – Sjölyckan (TV-serie)
- 2023 – Trolltider – legenden om bergatrollet (TV-serie)

## Teater

### Roller (ej komplett)
| År   | Roll                  | Produktion                        | Regi           | Teater           |
| ---- | --------------------- | --------------------------------- | -------------- | ---------------- |
| 1975 | Medverkande           | Utan en tråd, revy Hagge Geigert  |                | Lisebergsteatern |
| 1983 | Eddie Doktor Scott    | Rocky Horror Show Richard O'Brien | Thotte Dellert | Chinateatern     |
| 1985 | Heinz, hotelldirektör | Bäddat för sex Dave Freeman       | Herman Ahlsell | Chinateatern     |

## Källhänvisningar
1. ↑  Sveriges befolkning
2000:
Åström, Ted Bengt Georg
(1945-05-28)
Försäkringskassan, uttag avseende 20001231 (2014)
2. ↑  Frime, Monica (2005-05-28): "Ted Åström fyller 60 år 28 maj". Arkiverad 9 november 2014 hämtat från the Wayback Machine. HD.se. Läst 9 november 2014.
3. ↑  Ingmar Glanzelius (2 januari 1976). ”Geigert föraktar publiken”. Dagens Nyheter:  s. 14. http://arkivet.dn.se/arkivet/tidning/1976-01-02/1/14. Läst 31 augusti 2015.
4. ↑  Jan Bergstrand (23 mars 1983). ”Massaker på häftig idé”. Dagens Nyheter:  s. 24. http://arkivet.dn.se/tidning/1983-03-23/80/24. Läst 21 januari 2017.
5. ↑  ”Teaterannons”. Dagens Nyheter:  s. 23. 4 december 1984. http://arkivet.dn.se/tidning/1984-12-04/330/62. Läst 21 januari 2017.